# Nerf digital palmaire commun du nerf médian
Les nerfs digitaux palmaires communs du nerf médian sont des nerfs de la main.

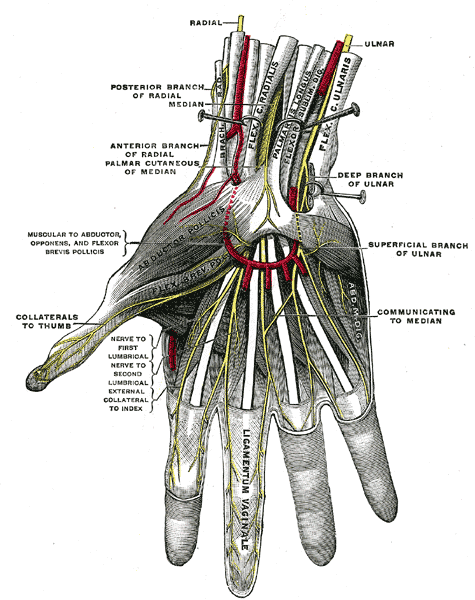
Nerf digital palmaire commun du nerf médian.

## Origine
Les nerfs digitaux palmaires communs du nerf médian sont des branches terminales du nerf médian. Ils naissent de ce nerf immédiatement après son émergence du rétinaculum des fléchisseurs. À cet endroit le nerf médian s'aplatit et donne deux branches une médiale et une latérale.
La branche médiale donne trois nerfs digitaux palmaires communs.

## Trajet
Le premier nerf digital palmaire commun se dirige entre le pouce et l'index. Il donne un rameau musculaire au premier muscle lombrical de la main puis il se divise en deux nerfs digitaux palmaires propres.
Le deuxième nerf digital palmaire commun se dirige entre l'index et le majeur. Il donne un rameau musculaire au deuxième muscle lombrical de la main puis il se divise en deux nerfs digitaux palmaires propres.
Le troisième nerf digital palmaire commun se dirige entre le majeur et l'annulaire, puis il se divise en deux nerfs digitaux palmaires propres.